# پیر اتکس
پی‌یر اتکس (فرانسوی: Pierre Étaix‎؛ ‏ فرانسوی: [etɛks]؛‏ ۲۳ نوامبر ۱۹۲۸ – ۱۴ اکتبر ۲۰۱۶) بازیگر، کارگردان فیلم، دلقک اهل فرانسه بود. وی برندهٔ جوایزی همچون جایزه اسکار بهترین فیلم کوتاه شده‌است.
از فیلم‌ها یا برنامه‌های تلویزیونی که وی در آن نقش داشته‌است می‌توان به سرنوشت شگفت‌انگیز املی پولن، هنری و جون، جیب‌بر، لو آور و دایی من اشاره کرد.
جری لوئیس یک بار گفت که در طول زندگی‌اش دوبار معنی نبوغ را فهمید: بار اول وقتی که تعریف آن را در فرهنگ لغات خواند، و بار دوم وقتی که با پیر اتکس دیدار کرد.